# Байчиця
Байчи́ця — річка в Україні, в межах Костопільської громади та Сарненської громади у Рівненській області. Ліва притока Мельниці (басейн Горинь). 

## Опис
Довжина 25 км. Площа водозбірного басейну 101 км². Похил річки 0,4 м/км. Долина малорозвинена, завширшки 2,5 км. Річище завширшки пересічно 2 м. Використовується на сільськогосподарське водопостачання. Живлення мішане, замерзає на початку грудня, скресає у першій половині березня.
Бере початок біля села Осова. Тече Поліською низовиною переважно на північний схід. Впадає до Мельниці на південь від села Велике Вербче за 9,1 км від її гирла. 